# Hadromastix ruficrus
Hadromastix ruficrus là một loài bọ cánh cứng trong họ Cerambycidae.